# 木戸優雅
木戸 優雅（きど ゆうが、1991年3月23日 - ）は、TVQ九州放送のアナウンサー。元サガテレビ（sts）アナウンサー。福岡県福岡市出身。

## 来歴
2013年、サガテレビ（フジテレビ系）にアナウンサー職で入社。
2018年、同局を退社。同年4月1日、地元・福岡県のテレビ東京系TVQ九州放送（テレQ）にアナウンサー職で中途入社。
2019年、夕方の情報番組『ふくサテ!』のメインキャスターに就任。2023年3月の同番組終了後は、同年4月より元テレQアナウンサー川上政行メインキャスターの新番組『You刊ふくおか』でリポーターを務める。